# Абашидзе Анастасія Василівна
Анастасія (Тасо) Василівна Абашидзе (груз. ანასტასია (ტასო) ვასილის ასული აბაშიძე 17 березня 1881, Тифліс — 15 вересня 1958, Тбілісі) — грузинська радянська акторка. Народна артистка Грузинської РСР (1943).

## Біографія
Тасо народилася в сім'ї грузинських акторів Васо Абашидзе і Мако Сапарової-Абашидзе. Її хрещеним батьком був поет Олександр Казбегі. У ранньому дитинстві батьки розлучилися, й Тасо виховувалася в родині матері. Однак батько неодноразово намагався викрасти дитину. Мати Тасо була не тільки актрисою, але і антрепренером, орендуючи кілька театрів. 
У Мако Сапарової-Абашидзе працювали її колишній чоловік Васо Абашидзе і знаменитий артист й режисер Коте Месхі. У будинку був достаток, дівчинка росла в артистичному середовищі. В будинку матері бували діячі грузинської культури: брати Ілля, Акакій і Іван Мачабелі, Важа Пшавела, Габріель Сундукян, Іродіон Евдошвілі, Оксентій Цагарелі, Григол Абашидзе, Антон Пурцеладзе і інші.
Тасо Абашидзе вперше з'явилася на сцені в п'ятирічному віці в ролі Жанни в п'єсі Еміля де Жерардена «Фру-Фру». П'єса виконувалася російською мовою в зв'язку з приїздом в Тифліс актриси М. Г. Савіної. Шкільну освіту отримувала в училищах міста Телаві і Тифліса. Потім вона навчалася в першій Тифліській жіночій гімназії. Коли майбутній актрисі виповнилося 17 років, театральний бізнес матері зазнав краху. У цей час у дівчини з'явилося захворювання слуху, і мати повезла її лікувати у Відень до професора Урбанчіча Віктора. По дорозі вони зробили зупинку в Києві, де відвідали місцеві театри. Також вони активно відвідували театри Відня. Лікування Тасо пройшло успішно і мати з дочкою поїхали в Париж. Де також активно знайомилися з театральним життям, а Тасо навчалася співу.
Після повернення з Парижа, Тасо дебютувала в 1899 в Тифліській грузинської драматичній трупі. Виступала як травесті, грала комедійні ролі. Співала в операх та оперетах. З 1921 грала в Грузинському державному академічному театрі імені Шоти Руставелі (Тбілісі). З 1926 працювала в Чиатурському театрі, в 1934-48 — в Тбілійському академічному театрі імені Костянтина Марджанішвілі (Тбілісі). Тасо Абашідзе написала «Спогади» в 1954 році, в яких описано майже весь життєвий і творчий шлях, пройдений артисткою.
Була одружена з театральним художником Валеріаном Сідамон-Еріставі.

## Деякі ролі
Зіграла близько 100 ролей:
- Автанділ («Світло» Йосипа Гедеванішвілі),
- Ріпсіме («Затемнення сонця в Грузії» Зураба Антонова),
- Машо («Гроші та походження» Азіані).

Оперні партії:
- Керубіно в опері Моцарта «Весілля Фігаро», написану композитором для сопрано.
- Кармен в однойменній опері Бізе.

В оперетах:
- «Перікола» — Жака Оффенбаха,
- «Маскотта» — Едмона Одрана і ін.